# المستهلك النهائي
اَلْمُسْتَهْلِكُ اَلنِّهَائِيُّ (بالإنجليزية: Ultimate Consumer)‏ هو الذي يشتري المنتجات من سلع وخدمات بهدف استخدامه الشخصي أو استخدام أسراته استخداماً نهائياً. وذلك مثل شراء الطعام أو الملابس أو الأدوات الكهربائية المنزلية أو الإقبال على خدمات الرياضة أو الترفية أو العلاج. حيث يتم الشراء لهذا بهدف الاستخدام النهائي للمنتجات. عندما يقوم المستهلك بالشراء لهذه الاحتياجات بصفة منتظمة فأنه يخضع لحالة من حالات الولاء ويسمى عميل (Customer).
أما الشكل الآخر من المستهلكين فهم مشتروا المنظمات (بالإنجليزية: Organizational Buyers)‏ وهم المنشآت التي تقوم بشراء المنتجات من سلع وخدمات بغرض الاستخدام أو البيع وتتضمن مجموعة كبيرة من المنشآت التجارية والصناعية والزراعية والحكومية والمنشآت التي لا تهدف إلى الربح، وتحتاج هذه المنشآت إلى تلك السلع والخدمات التي تمكنها من أداء وظائفها.